# Operacja Frankton
Operacja Frankton – tajna operacja wojskowa brytyjskich komandosów, przeprowadzona na terenie okupowanej Francji w dniach 7–12 grudnia 1942.

## Przebieg misji
Misja miała swój początek u wybrzeży Szkocji, w miejscowości Holy Loch, skąd 30 listopada 1942 wypłynął okręt podwodny HMS „Tuna” (N94) (dowódca Lt Cdr Dick Raikes). Na pokładzie okrętu znajdowało się 13 komandosów i sześć kajaków Mark II (każdy o długości 4,6 metra). Zadaniem HMS „Tuna” było przetransportowanie drogą podwodną komandosów wraz z kajakami w pobliże wybrzeża Francji. Ze względu na słabą pogodę i napotkane pole minowe do wyznaczonego miejsca okręt dopłynął dzień później niż planowano, czyli 7 grudnia. Stamtąd pięć kajaków (gdyż jeden został uszkodzony w trakcie wyładowywania go na powierzchnię) wyruszyło w kierunku oddalonego o 16 kilometrów ujścia Żyrondy. Ze względu na bardzo trudne warunki pogodowe dotarły tam tylko trzy kajaki.
Po dopłynięciu do ujścia rzeki komandosi niepostrzeżenie wpłynęli na tereny kontrolowane przez Niemców i skierowali się ku Saint-Vivien-de-Médoc. W trakcie drogi załoga jednego z kajaków została schwytana przez wroga w okolicach Pointe de Grave, przez co w akcji pozostały już tylko dwa kajaki.
W nocy z 11 na 12 grudnia 1942 załoga dwóch kajaków Catfish i Crayfish, dotarła do portu w Bordeaux. Komandosi ruszyli do ataku o godzinie 21:00, zaminowując sześć statków, w tym przerywacz zagród minowych MS „Tannenfels”.
Po wykonaniu zadania komandosi wycofali się ku Isle de Caseau, skąd popłynęli do Saint-Genès-de-Blaye. Tam ukryli kajaki i ruszyli drogą lądową ku Hiszpanii. Załoga jednego z kajaków została schwytana w Montlieu-la-Garde, drugiej natomiast udało się przekroczyć granicę i dotrzeć ostatecznie na Gibraltar, skąd zostali zabrani do Wielkiej Brytanii.

## Konsekwencje
W wyniku przeprowadzonej akcji życie straciło ośmiu komandosów. Czterem udało się wykonać w pełni zadanie, jednak tylko dwóch przeżyło misję. Ostatecznie jednak udało się zniszczyć wiele niemieckich okrętów, co w ocenie Winstona Churchilla skróciło II wojnę światową o około 6 miesięcy.

## Operacja Frankton w świadomości i kulturze
W 1955 powstał film pod tytułem Cockleshell Heroes, który został oparty na wydarzeniach związanych z wykonywaniem misji.
W Bordeaux istnieje „Plac Frankton” upamiętniający bohaterów tej akcji. W okolicach miejscowości Le Verdon-sur-Mer oraz Saint-Georges-de-Didonne znajdują się również pomniki upamiętniające te wydarzenia.
Na terenie Francji wyznaczono także około 160-kilometrową ścieżkę „Frankton Trail” wyznaczającą trasę ucieczki jedynych dwóch komandosów, którzy przeżyli misję i powrócili do Wielkiej Brytanii.